# Azé (Mayenne)
Pour les articles homonymes, voir Azé.
Azé est une commune déléguée de Château-Gontier-sur-Mayenne, située dans le département de la Mayenne en région Pays de la Loire, peuplée de 3 403 habitants. La fusion d'Azé avec Château-Gontier et Saint-Fort au 1er janvier 2019 engendre la création de Château-Gontier-sur-Mayenne.
La commune fait partie de la province historique de l'Anjou (Haut-Anjou).

## Géographie
La commune est située dans le sud-Mayenne, limitrophe à l'est de Château-Gontier.

## Histoire
La commune faisait partie de la sénéchaussée angevine de Château-Gontier, dépendante de la sénéchaussée principale d'Angers depuis le Moyen Âge jusqu'à la Révolution française.
En 1790, lors de la création des départements français, une partie de Haut-Anjou a formé le sud mayennais ; cette partie du département où se trouve Azé est appelée la Mayenne angevine.
Le 1er janvier 2019, la commune d'Azé fusionne avec Château-Gontier et Saint-Fort pour former la commune nouvelle de Château-Gontier-sur-Mayenne dont la création est actée par un arrêté préfectoral du 14 novembre 2018.

## Politique et administration

### Administration municipale

#### Administration actuelle
Depuis le 1 janvier 2019 Azé constitue une commune déléguée au sein de la commune nouvelle de Château-Gontier-sur-Mayenne, et dispose d'un maire délégué. 
| Période                                  | Période  | Identité       | Étiquette | Qualité                  |
| ---------------------------------------- | -------- | -------------- | --------- | ------------------------ |
| janvier 2019                             | mai 2020 | Pascal Mercier |           | Chef de service éducatif |
| mai 2020                                 | En cours | Nolwenn Guérin |           | Professeur des écoles    |
| Les données manquantes sont à compléter. |          |                |           |                          |

#### Administration ancienne

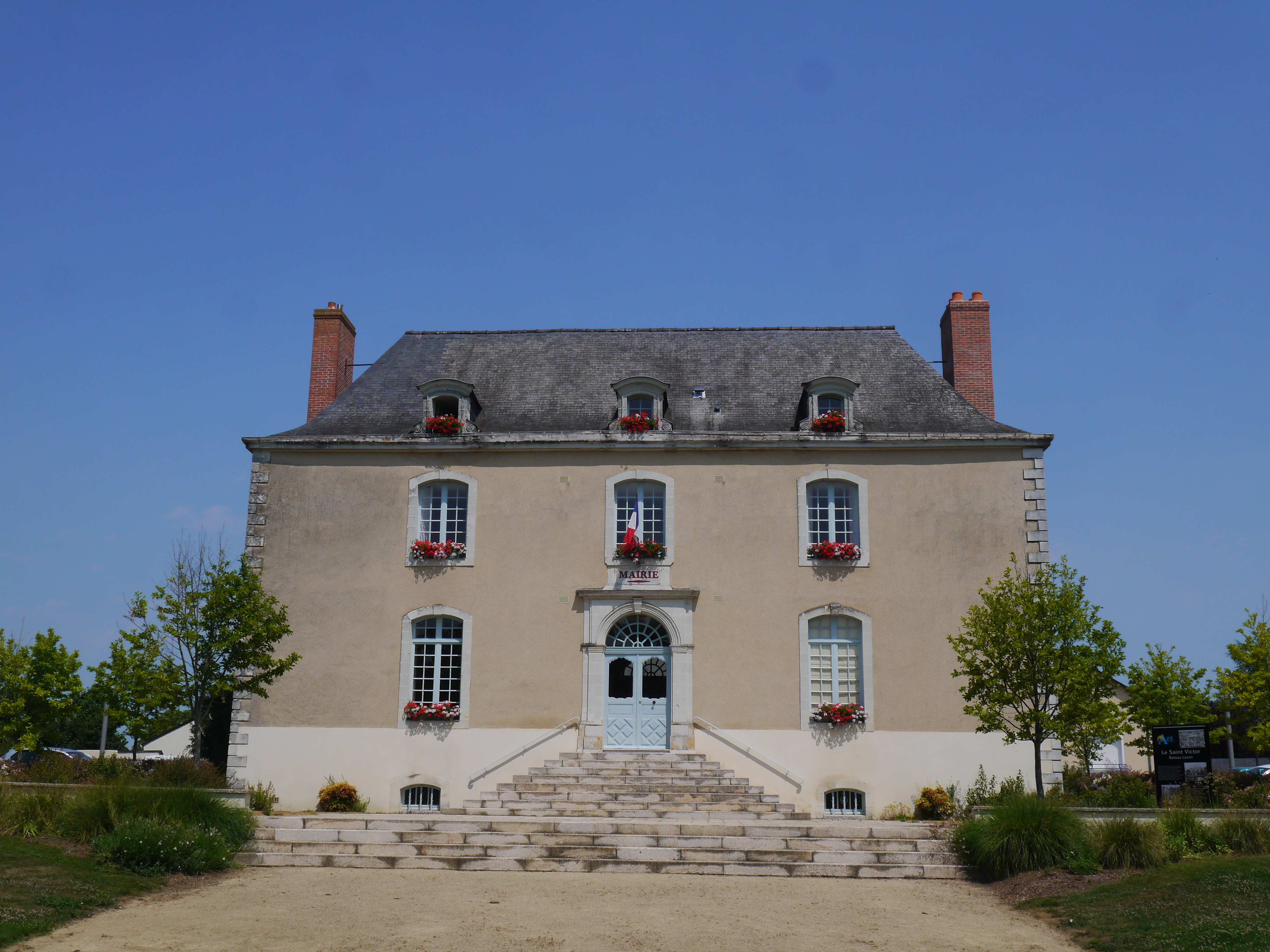
La mairie.

| Période                                  | Période            | Identité                 | Étiquette    | Qualité |
| ---------------------------------------- | ------------------ | ------------------------ | ------------ | --- |
| Les données manquantes sont à compléter. |                    |                          |              | |
| 1808                                     | ?                  | Michel Seguin            | Bonapartiste | blanchisseur, industriel |
| 1821                                     | 1825               | M. Sourdille             |              | |
| 1827                                     | 1830               | M. Déan de Luigné        |              | |
| 1835                                     | 1840               | M. Ory                   |              | |
| Les données manquantes sont à compléter. |                    |                          |              | |
| 1850                                     | 1860               | M. Abafour               |              | |
| 1860                                     | 1866               | M. Fouin                 |              | |
| 1866                                     | 1870               | M. Herrouet              |              | |
| 1870                                     | 1880               | M. Déan de Saint-Martin  |              | |
| 1898                                     | 1901               | Sélim d'Arondel de Hayes |              | Compositeur de musique |
| Les données manquantes sont à compléter. |                    |                          |              | |
| 1908                                     |                    | François Bourbon         |              | |
| Les données manquantes sont à compléter. |                    |                          |              | |
| 1927                                     | 1946               | Victor Hivert            |              | Adjoint au maire (1919 → 1927) |
| 1946                                     | mars 1971          | Albert Doisneau          |              | Cultivateur et éleveur, maire honoraire |
| mars 1971                                | mars 1977          | Jean Peyret-Lacombe      |              | |
| mars 1977                                | avril 1978 (décès) | Bernard Blin             |              | Représentant de commerce |
| juin 1978                                | mars 2001          | Marcelle Chiron          | DVD          | Conseillère générale de Château-Gontier-Est (1985 → 2004) Vice-présidente du conseil général Réélue en 1983, 1989 et 1995                      |
| mars 2001                                | mars 2014          | Michel Hervé             | DVD          | Principal de collège retraité Conseiller départemental d'Azé (2015 → 2021) Vice-président du conseil départemental (2015 → 2021) Réélu en 2008 |
| mars 2014                                | décembre 2018      | Pascal Mercier           | DVD          | Chef de service éducatif |

## Démographie
En 2021, la commune comptait 3 403 habitants. Depuis 2004, les enquêtes de recensement dans les communes de moins de 10 000 habitants ont lieu tous les cinq ans (en 2007, 2012, 2017, etc. pour Azé) et les chiffres de population municipale légale des autres années sont des estimations.
| 1793  | 1800  | 1806  | 1821  | 1831  | 1836  | 1841  | 1846  | 1851  |
| ----- | ----- | ----- | ----- | ----- | ----- | ----- | ----- | ----- |
| 1 150 | 1 169 | 1 177 | 1 218 | 1 206 | 1 268 | 1 331 | 1 406 | 1 446 |

| 1856  | 1861  | 1866  | 1872  | 1876  | 1881  | 1886  | 1891  | 1896  |
| ----- | ----- | ----- | ----- | ----- | ----- | ----- | ----- | ----- |
| 1 459 | 1 492 | 1 233 | 1 132 | 1 215 | 1 193 | 1 212 | 1 193 | 1 137 |

| 1901  | 1906  | 1911  | 1921  | 1926  | 1931  | 1936  | 1946  | 1954  |
| ----- | ----- | ----- | ----- | ----- | ----- | ----- | ----- | ----- |
| 1 135 | 1 158 | 1 185 | 1 049 | 1 097 | 1 112 | 1 090 | 1 138 | 1 092 |

| 1962  | 1968  | 1975  | 1982  | 1990  | 1999  | 2007  | 2011  | 2016  |
| ----- | ----- | ----- | ----- | ----- | ----- | ----- | ----- | ----- |
| 1 048 | 1 103 | 1 361 | 2 003 | 2 670 | 2 999 | 3 250 | 3 279 | 3 397 |

| 2019  | - | - | - | - | - | - | - | - |
| ----- | - | - | - | - | - | - | - | - |
| 3 408 | - | - | - | - | - | - | - | - |

## Enseignement
Il y a une école maternelle et primaire située sur la commune.

## Économie
La commune héberge une zone industrielle qui comporte notamment un méthaniseur construit et exploité par Evergaz, qui alimente une station-service en biogaz carburant.

## Culture locale et patrimoine

### Lieux et monuments
- L'église Saint-Saturnin, rue du Val de Loire (XIe-XVIIe siècles). L'abside de l'église présente des peintures murales des XIIe et XIIIe siècles, découvertes en 1909 par l'abbé Defay. Bien que parcellaires, celles-ci représentent encore un Christ, accompagné des symboles des quatre évangélistes, ainsi que deux paons affrontés[15].
- La chapelle Saint-Aventin, rue Saint-Aventin.
- Le monastère de Buron.
- Le château des Allières.
- Château de Mirvault.

### Personnalités liées à la commune
- François-Pierre-Marie-Anne Paigis, né à Azé en 1760 et décédé à Château-Gontier en 1855, homme politique.
- Michel Seguin, né à Azé en 1773 et décédé à Château-Gontier en 1859, homme politique.
- Christian Le Tessier de Coulonge (1839-1902), président de la société de Saint-Vincent-de-Paul de 1887 à 1902, propriétaire du château de Mirvault à Azé.

## Sources
- Altitudes, coordonnées, superficie : répertoire géographique des communes 2012 (site de l'IGN, téléchargement du 24 octobre 2013)